# Congressional Space Medal of Honor
Congressional Space Medal of Honor (česky Kongresová kosmická medaile cti) je vyznamenání vytvořené v roce 1969 Kongresem Spojených států. Slouží jako uznání „astronautů, kteří se při výkonu svých povinností vyznamenali výjimečně záslužným úsilím a přispěním pro blaho národa a lidstva.“ Vyznamenání uděluje prezident Spojených států jménem Kongresu na doporučení NASA. Ocenění nemá nic společného s vojenským oceněním Medaile cti, které je udíleno za mimořádnou statečnost a udatnost v boji.

## Nositelé
K roku 2010 bylo vyznamenání uděleno celkem 28 astronautům, z toho 17 z nich posmrtně; 14 astronautů zahynulo při haváriích raketoplánu Challenger a Columbia, 3 uhořeli během startu Apolla 1. Kromě jednoho případu byla všechna vyznamenání udělena americkým občanům. Výjimkou byl izraelský astronaut Ilan Ramon, který zahynul při havárii raketoplánu Columbia v roce 2003.
| fotografie        | jméno                 | datum             | udělil            | poznámky                                                                               | citace |
| ----------------- | --------------------- | ----------------- | ----------------- | -------------------------------------------------------------------------------------- | ------ |
| Neil Armstrong    | Neil Armstrong        | 1. října 1978     | Jimmy Carter      | Apollo 11 (první Američan na Měsíci)                                                   | [ 1 ]  |
| Frank Borman      | Frank Borman          | 1. října 1978     | Jimmy Carter      | Apollo 8 (velitel prvního obletu Měsíce)                                               | [ 1 ]  |
| Pete Conrad       | Charles "Pete" Conrad | 1. října 1978     | Jimmy Carter      | Skylab 2 (první velitel Skylabu; zodpovědný za záchranu kriticky nefunkční stanice)    | [ 1 ]  |
| John Glenn        | John Glenn            | 1. října 1978     | Jimmy Carter      | Mercury-Atlas 6 (první Američan na orbitě)                                             | [ 1 ]  |
| Gus Grissom       | Virgil "Gus" Grissom  | 1. října 1978     | Jimmy Carter      | Gemini 3 (velitel prvního pilotovaného letu Gemini), zahynul v Apollu 1                | [ 1 ]  |
| Alan Shepard      | Alan Shepard          | 1. října 1978     | Jimmy Carter      | Mercury-Redstone 3 (první Američan ve vesmíru)                                         | [ 1 ]  |
| John Young        | John W. Young         | 19. května 1981   | Ronald Reagan     | STS-1 (velitel letu prvního Shuttlu)                                                   | [ 1 ]  |
| Thomas Stafford   | Thomas P. Stafford    | 19. ledna 1993    | George H. W. Bush | Sojuz-Apollo (americký velitel mise)                                                   | [ 1 ]  |
| James Lovell      | James Lovell          | 26. července 1995 | Bill Clinton      | Apollo 13 (velitel neúspěšné mise)                                                     | [ 1 ]  |
| Shannon Lucidová  | Shannon Lucidová      | 2. prosince 1996  | Bill Clinton      | nejdelší kosmický let ženy (předčila Sunitu Williamsovou)                              | [ 1 ]  |
| Roger Chaffee     | Roger Chaffee         | 17. prosince 1997 | Bill Clinton      | zahynul v Apollu 1                                                                     | [ 1 ]  |
| Edward White      | Edward White          | 17. prosince 1997 | Bill Clinton      | Gemini 4 (první Američan, který podnikl výstup do volného vesmíru), zahynul v Apollu 1 | [ 1 ]  |
| William Shepherd  | William Shepherd      | 15. ledna 2003    | George W. Bush    | Expedice 1 (první velitel Mezinárodní vesmírné stanice)                                | [ 1 ]  |
| Rick Husband      | Rick Husband          | 3. února 2004     | George W. Bush    | STS-107 (zahynul na palubě Columbie)                                                   | [ 1 ]  |
| Willie McCool     | William McCool        | 3. února 2004     | George W. Bush    | STS-107 (zahynul na palubě Columbie)                                                   | [ 1 ]  |
| Michael Anderson  | Michael P. Anderson   | 3. února 2004     | George W. Bush    | STS-107 (zahynul na palubě Columbie)                                                   | [ 1 ]  |
| Kalpana Chawlaová | Kalpana Chawlaová     | 3. února 2004     | George W. Bush    | STS-107 (zahynula na palubě Columbie)                                                  | [ 1 ]  |
| David Brown       | David M. Brown        | 3. února 2004     | George W. Bush    | STS-107 (zahynul na palubě Columbie)                                                   | [ 1 ]  |
| Laurel Clarková   | Laurel Clarková       | 3. února 2004     | George W. Bush    | STS-107 (zahynula na palubě Columbie)                                                  | [ 1 ]  |
| Ilan Ramon        | Ilan Ramon            | 3. února 2004     | George W. Bush    | STS-107 (zahynul na palubě Columbie; jediný neamerický nositel)                        | [ 1 ]  |
| Dick Schobee      | Francis Scobee        | 23. července 2004 | George W. Bush    | STS-51-L (zahynul na palubě Challengeru)                                               | [ 1 ]  |
| Michael Smith     | Michael Smith         | 23. července 2004 | George W. Bush    | STS-51-L (zahynul na palubě Challengeru)                                               | [ 1 ]  |
| Judith Resniková  | Judith Resniková      | 23. července 2004 | George W. Bush    | STS-51-L (zahynula na palubě Challengeru)                                              | [ 1 ]  |
| Ronald McNair     | Ronald McNair         | 23. července 2004 | George W. Bush    | STS-51-L (zahynul na palubě Challengeru)                                               | [ 1 ]  |
| Ellison Onizuka   | Ellison Onizuka       | 23. července 2004 | George W. Bush    | STS-51-L (zahynul na palubě Challengeru)                                               | [ 1 ]  |
| Greg Jarvis       | Gregory Jarvis        | 23. července 2004 | George W. Bush    | STS-51-L (zahynul na palubě Challengeru)                                               | [ 1 ]  |
| Christa McAuliffe | Christa McAuliffeová  | 23. července 2004 | George W. Bush    | STS-51-L (zahynula na palubě Challengeru; učitelka)                                    | [ 1 ]  |
| Robert Crippen    | Robert Crippen        | 26. dubna 2006    | George W. Bush    | STS-1 (pilot prvního letu Shuttlu)                                                     | [ 1 ]  |